# Ликуд
Лику́д (ивр. ליכוד‎ — «Консолидация»; полное официальное название — Лику́д – Национа́льно-либера́льное движе́ние (ивр. הליכוד – תנועה לאומית ליברלית‎) — израильская правоцентристская (согласно другим источникам правая) национально-либеральная политическая партия. Входит в Международный демократический союз, а также является глобальным партнёром Партии европейских консерваторов и реформистов и имеет статус наблюдателя партии Patriots.eu.
Получив наибольшее количество голосов на последних парламентских выборах в 2022 году, Ликуд в коалиции с правыми и религиозными партиями сформировал 37-е правительство Израиля во главе Биньямином Нетаньяху.

## История партии
Корни движения «Ликуд» уходят в сионизм-ревизионизм, главным идеологом которого являлся Зеэв Жаботинский. В продолжение идеологии, созданной Жаботинским, в 1948 году Менахем Бегин создал движение «Херут» (ивр. חירות‎, «Свобода»). «Херут» как правая партия противостоял левоцентристской партии МАПАЙ (ивр. מפלגת פועלי ארץ ישראל, מפא"י‎, «Рабочая партия Земли Израиля») под руководством Давида Бен-Гуриона. «Херут» являлся политическим продолжением еврейской подпольной организации Эцель (ивр. אצ"ל‎), также возглавляемой Менахемом Бегиным.
Блок «Ликуд» возник в 1973 году по инициативе Ариэля Шарона на основе блока ГАХАЛ как альянс израильских консерваторов и правых либералов. В 1977 году «Ликуд» одержал победу, лидер блока Бегин стал премьер-министром.
В 1983 году Менахем Бегин заявил, что больше не может находиться на посту премьер-министра, и ушёл в отставку, а также покинул пост лидера блока. На выборах главы «Херута» победил Ицхак Шамир, который сформировал новое правительство, удачно прошедшее утверждение в кнессете.
На выборах 1984 года партия получила 41 мандат в кнессете, в то время как «Маарах» получил 43 мандата. Ни Ликуд, ни Маарах не смогли сформировать правительство без участия друг друга. В конце концов было достигнуто коалиционное соглашение, согласно которому на первые два года (1984—1986) премьер-министром становился Шимон Перес, а на последующие два (1986—1988) — Ицхак Шамир.
В 1988 году «Ликуд» во главе с Шамиром выиграл выборы в кнессет, Ицхак Шамир остался на посту премьер-министра. Однако когда партия «Авода» покинула коалицию, последняя потеряла большинство в кнессете, в результате чего возник правительственный кризис. Шамиру удалось избежать перевыборов, расширив коалицию правыми фракциями «Тхия», «Моледет» и «Цомет».
В 1993 году лидером партии стал Биньямин Нетаньяху. В 1996 году на прямых выборах премьер-министра он получил большее количество голосов избирателей, чем кандидат от партии «Авода» Шимон Перес, и стал премьер-министром. В 1999 году Нетаньяху, проиграв прямые выборы Эхуду Бараку, временно ушёл из политической жизни, покинув как кнессет, так и пост главы партии. Новым лидером был избран Ариэль Шарон.
На досрочных прямых выборах премьер-министра 2001 года Ариэль Шарон одержал победу над Эхудом Бараком. В 2003 году партия «Ликуд» получила 38 мест в кнессете, и президент Израиля Моше Кацав поручил лидеру партии Ариэлю Шарону сформировать правительство. В 2005 году из-за политики, проводимой Шароном, партия разделилась на два лагеря: противников и сторонников Шарона. Потеряв большинство в собственной партии, в том же году Шарон и его сторонники решились на крайний шаг: вышли из «Ликуда» и основали новую партию «Кадима». Это было серьёзным ударом по «Ликуду», на выборах в 2006 году партия получила всего 12 мест в кнессете 17-го созыва (под руководством вернувшегося в политику и вновь избранного лидером партии Биньямина Нетаньяху), против 27 мандатов в кнессете 16-го созыва.

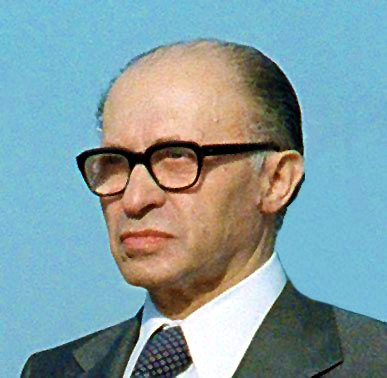
Менахем Бегин — создатель и первый лидер Ликуда

В 1948 году лидер еврейской подпольной организации ЭЦЕЛ Менахем Бегин основал движение Херут. Херут был главной оппозиционной партией в Кнессете с первого по пятый созывы. В 1965 году движение Херут и Либеральная партия Израиля составили новый электоральный блок Гахал, в 1973 году в блок вошли новые партии, в том числе Свободный центр и Движение за Великий Израиль, вследствие чего блок Гахал был преобразован в блок Ликуд.
До 1988 года движение Херут и Либеральная партия сохраняли свою самостоятельность. В 1988 году блок Ликуд был преобразован во всеизраильскую политическую партию Ликуд. С момента его создания Ликуд пользовался устойчивой поддержкой сефардов (восточных евреев), которые считали, что правящий блок Маарах намеренно дискриминирует выходцев с Востока, так как в Маарахе большинство членов составляли ашкеназы (евреи европейского происхождения).
Первым премьер-министром Израиля от Ликуда стал его бессменный лидер Менахем Бегин, он привёл блок к победе на парламентских выборах в 1977 году. Это был первый период в истории Израиля, когда левый лагерь во главе с «Маарахом» потерял власть.
Несмотря на то что ранее Бегин был одним из руководителей военизированной подпольной организации «Иргун» и поддерживал идеи ревизионизма, он был согласен на ведение мирных переговоров с арабскими странами. Именно Менахем Бегин начал мирный процесс с Египтом, который закончился подписанием Кэмп-Дэвидских соглашений.
В 1983 году, в связи со смертью жены и отчётом комиссии Кахана, Менахем Бегин уходит в отставку со всех постов, в том числе с поста главы правительства и лидера блока Ликуд. На внутренних выборах партии побеждает Ицхак Шамир.

### Шамир, Нетаньяху и Шарон

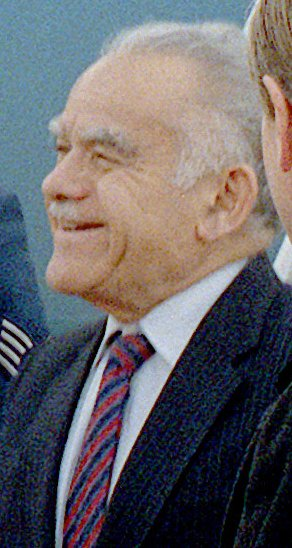
Ицхак Шамир восьмой и десятый премьер-министр Израиля второй лидер партии Ликуд

Вторым премьер-министром Израиля от партии Ликуд стал Ицхак Шамир, который впервые пришёл к власти после отставки Менахема Бегина в 1983 году. Шамир, который в прошлом был одним из руководителей еврейской подпольной организации «Лехи», рассматривался как более сильный лидер, чем предыдущий премьер-министр. Правительство Шамира организовало массовую репатриацию эфиопских евреев в Израиль, были проведены военные операции «Моисей» и «Соломон»(в ходе операции «Соломон» в Израиль было привезено 14 325 человек).
Во времена правления Шамира возобновилась в беспрецедентном размахе репатриация советских евреев в Израиль. В этот период развивались и создавались новые израильские поселения на Западном берегу реки Иордан и в секторе Газа.
На выборах 1988 года Ликуд снова стал ведущей партией, получив 40 мандатов, тогда как Маарах — 39. На этот раз у Ликуда было 2 выбора, один из которых — продолжение коалиционного правительства с Маарахом. Маарах из-за отсутствия прошлого перевеса согласился на продолжение коалиционного правительства с Ликудом, однако на этот раз без ротации. В 1990 году, после попыток Переса сформировать правительство с мелкими партиями без Ликуда, получившего в политическом жаргоне название «вонючий трюк», Шамир уволил Переса и всю его партию. Правительство на этом официально распалось, и президент передал Пересу полномочия создать новое правительство. Две недели переговоров не принесли успеха, и президент предложил формирование правительства Шамиру. Шамир вскоре получил поддержку мелких партий и сформировал новое правительство с опорой на партии религиозно-правой ориентации.
В 1990 году из состава Ликуда вышли некоторые депутаты и образовали Новую Либеральную партию.
Перед выборами 1992 года Шамир остался во главе Ликуда; набрав на праймериз 40,6 %, он победил Давида Леви — 31,2 % и Ариэля Шарона — 22 %.

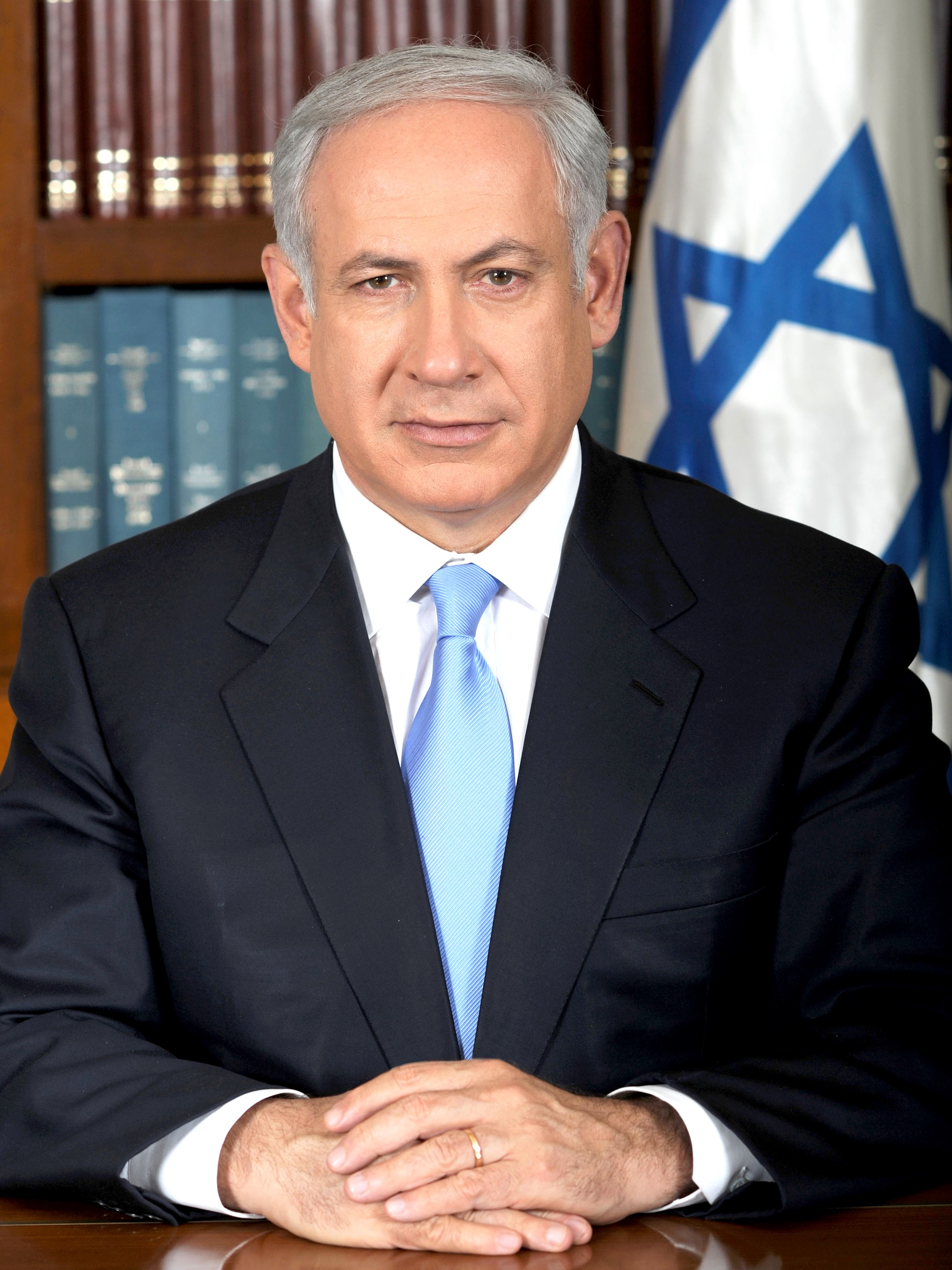
Биньямин Нетаньяху тринадцатый и семнадцатый премьер-министр Израиля, третий и пятый лидер Ликуда

На выборах 1992 года Ликуд потрепел фиаско и получил только 32 мандата, тогда как Авода (новое название Маараха после выхода партии Мапам) — 44. Лидер «Аводы» Рабин без труда сформировал лево-центристское правительство с партиями Мерец и ШАС, а Ликуд стал крупнейшей оппозиционной партией. Ицхак Шамир ушёл в отставку с поста лидера партии. На выборах лидера партии в 1993 году победу одержал молодой Биньямин Нетаньяху, бывший заместитель министра иностранных дел и посол в ООН. Набрав 52 % голосов, он опередил конкурентов — Давида Леви (26.3 %), Бени Бегина (15.1 %) и Моше Кацава (6.5 %).
Третьим премьером от Ликуда стал Биньямин Нетаньяху, избранный на эту должность в мае 1996 года. Нетаньяху формирует следующее правительство на основе коалиции религиозных и правых партий. Как и его предшественник, Нетаньяху отказался резко менять политический курс правительства и продолжил переговоры с палестинцами, но с более жёсткими требованиями, что однако не удовлетворяет его правых партнёров по коалиции. После соглашений Уай Плантейшн правые партии покидают коалицию, и кнессет объявляет о самороспуске.
Также после этих соглашений несколько членов Ликуда в знак протеста вышли из партии и основали новую более правую партию — «Новый Херут» (также «Херут — Национальное Движение»). Среди основателей партии были сын Менахема Бегина Бени Бегин, Давид Реэм и Михаэль Кляйнер.

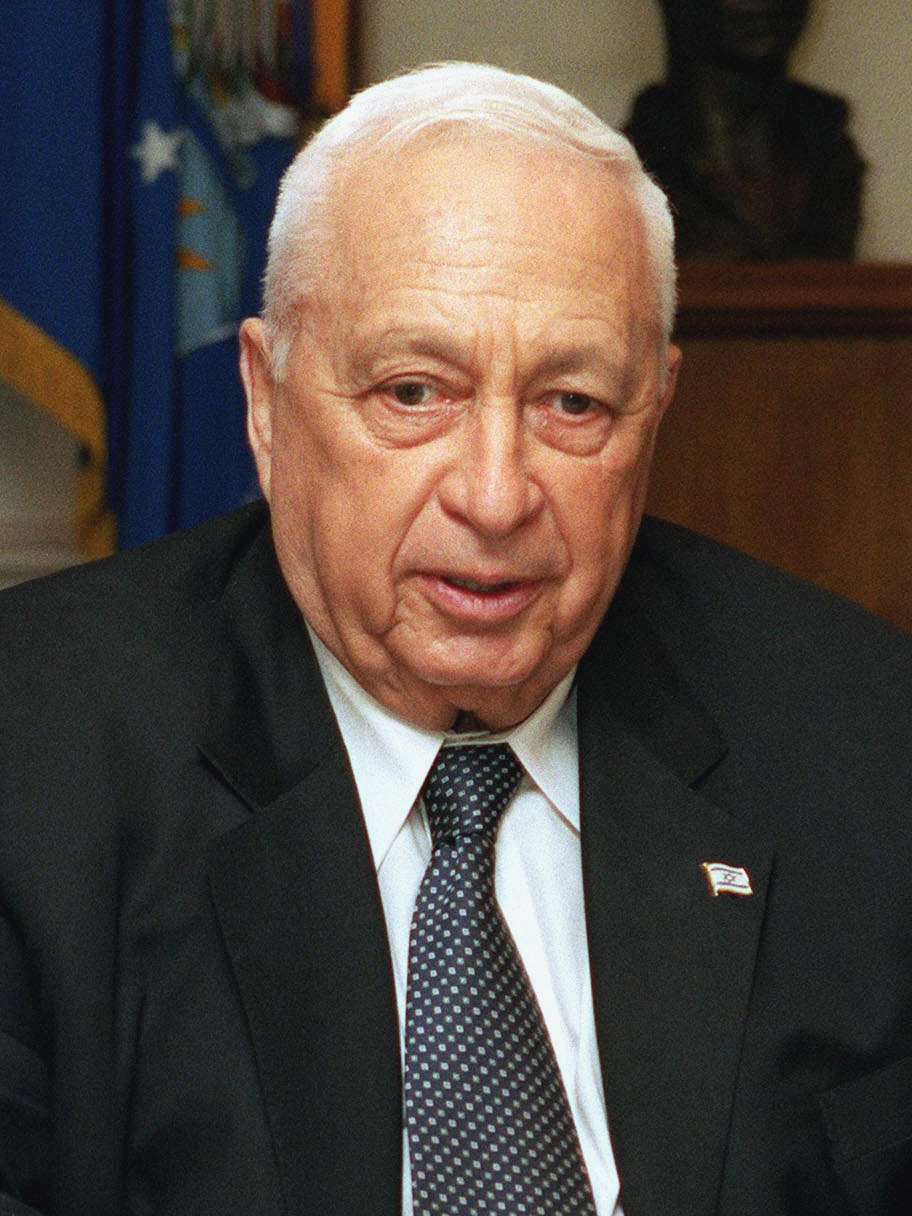
Ариэль Шарон пятнадцатый премьер-министр Израиля, четвёртый лидер Ликуда

На выборах 1999 года «Ликуд» и Нетаньяху терпят тяжёлое поражение от Аводы и её лидера Эхуда Барака. После оглашения результатов Нетаньяху уходит в отставку с поста лидера партии. На выборах лидера партии, состоявшихся через 3 месяца, победил старый партийный ветеран Ариэль Шарон, набравший 54 % на праймериз (у Эхуда Ольмерта 24 %, у Меира Шитрита — 22 %).
В сентябре 2000 года Шарон поднялся на Храмовую гору, чем вызвал протест палестинцев и израильских арабов, связанный с провалом переговоров в Кэмп-Дэвиде. Через полгода премьер-министр Эхуд Барак объявляет о своей отставке и новых выборах только на пост премьер-министра с сохранением прежнего состава кнессета.
На этих выборах 6 февраля лидер Ликуда Шарон одержал внушительную победу над Бараком и вскоре сформировал новое правительство с участием партии «Авода» и её новым лидером Биньямином Бен-Элиэзером.
В 2003 году Шарону удалось остаться во главе партии, победив на праймериз вернувшегося в политику Нетаньяху. Моше Фейглин набрал на этих праймериз 3,5 %. На выборах в 2003 году Ликуд во главе с Шароном заново одержал внушительную победу, подняв своё представительство с 19 до 38 мандатов в кнессете.
На Герцлийской конференции в 2004 году Ариэль Шарон объявил о плане размежевания с сектором Газа и северной Самарией, чем сразу вызвал недовольство многих членов своей собственной партии.
На состоявшемся в 2004 году партийном референдуме противники размежевания одержали убедительную победу, набрав 60 %, но Ариэль Шарон всё же решил продолжить размежевание. После выполнения плана размежевания в Ликуде обострились взаимоотношения между Шароном и его оппонентами в партии, что привело к выключению микрофона во время выступления Шарона на партийной конференции и блокированию лидерами внутрипартийной оппозиции всех новых назначений Шарона. В ответ на покушение на свою власть Шарон объявил о выходе из «Ликуда» и создании новой партии со своими сторонниками 21 ноября. Новая партия была названа «Кадима» («Вперёд»).

### Раскол и образование партии «Кадима»
После возвращения Ариэля Шарона в большую политику и его избрания на пост лидера партии, недовольства внутри самого Ликуда стали расти — это вызвало раскол партии на сторонников политики, проводимой Шароном, и её противников. В марте 2005 года министр финансов Израиля Биньямин Нетаньяху предложил новый проект государственного бюджета Израиля. Шарон принимает этот бюджет и тем самым укрепляет свои позиции в Ликуде.
7 августа министр финансов Биньямин Нетаньяху в знак протеста против «Плана одностороннего размежевания» выходит из правительства.
Кроме того, в Кнессете Шарон столкнулся с растущей оппозицией и с обвинениями в коррупции против его сына Омри. Часть депутатов Кнессета от партии Ликуд перешли на сторону оппозиции, при этом не покидая Ликуд.
В ноябре 2005 года в партии Авода прошли внутренние выборы, на которых победил Амир Перец, который и стал лидером партии. Перец заявил о выходе Аводы из правящей коалиции. В связи с эти 23 ноября 2005 года Ариэль Шарон заявляет о своём выходе из состава Ликуда и создании новой партии — Кадима.
За пост нового лидера партии боролись шесть кандидатов:
- Биньямин Нетаньяху — набрал 44 %[39].
- Сильван Шалом — набрал 33. %[39]
- Моше Фейглин — набрал 12,4. %[39]
- Исраэль Кац — набрал 8,7. %[39]
- Узи Ландау — снял свою кандидатуру в пользу Нетаньяху[40].
- Шауль Мофаз — покинул Ликуд и присоединился к Кадиме[41].

В итоге победу одержал Биньямин Нетаньяху. Избрание Биньямина Нетаньяху — активного противника плана Шарона по одностороннему разъединению с палестинцами — означает отход Ликуда от центризма в правую часть политического спектра, которую ранее занимал правый блок Национальное единство (лидер — Авигдор Либерман).

### Второй срок Нетаньяху
Нетаньяху победил на выборах главы партии в декабре 2005 года, набрав 44 %. Второе место занял Сильван Шалом, который получил 33 % голосов. Проголосовали 44,6 процента из 128.000 членов партии.
Большое внимание СМИ было сосредоточено на правом кандидате Моше Фейглине, который в итоге набрал всего 12,4 % голосов.
После создания Ариэлем Шароном новой правоцентристской партии Кадима перед Ликудом нависла угроза потерять место одной из ведущей партии Израиля. Кадима привлекла в свой лагерь большинство избирателей и членов Ликуда. По этой причине Ликуду пришлось занять более правую позицию, например, в этот период Ликуд выступил против ликвидации еврейских поселений в Самарии и секторе Газа.
Другая проблема заключалась в том, что большинство избирателей продолжали голосовать за Кадиму, так как та занимала более правую позицию. Кроме того, партия Наш дом Израиль (партия русских репатриантов) заняла более сильные позиции. По этой причине после выборов в 2006 году «Ликуд» был только на четвёртом месте. По количеству мандатов в Кнессете Ликуд опережали следующие партии: Кадима (возглавляемая Эхудом Ольмертом), партия Авода (левая партия, возглавляемая Амиром Перецем) и ШАС (религиозная партия, представляющая интересы выходцев с востока в Израиле).
На выборах 2006 года партия получила всего 12 мандатов, потеряв 28 мандатов по сравнению с выборами 2003 года, и это стало крупнейшим поражением за всю историю партии.
Лидер партии признал, что это катастрофа для партии, но также он заявил, что в связи с этим не собирается покидать пост председателя партии. Нетаньяху занял пост лидера оппозиции в Кнессете.

### Выборы 2009 года и правительство Нетаньяху
На внеочередных выборах в 2009 году партия Ликуд получила 27 мандатов в Кнессете, таким образом став второй по величине партией в парламенте. Больше всего мандатов досталось партии Кадима. После неудачной попытки лидера Кадимы Ципи Ливни сформировать правительство, президент страны Шимон Перес поручил формирование правительства Биньямину Нетаньяху. 12 февраля израильские СМИ сообщили, что Нетаньяху ведёт коалиционные переговоры с партиями Наш Дом Израиль и Кадима, планируя таким образом создать правительство национального единства, в котором Авигдор Либерман (лидер партии Наш Дом Израиль) должен получить пост министра финансов, а политики из Кадимы — Ципи Ливни и Шауль Мофаз — получат посты министра иностранных дел и обороны, соответственно.

Наконец, 31 марта 2009 года Биньямин Нетаньяху заявил, что ему удалось создать коалицию, которая имеет большинство в Кнессете. Вместе с Ликудом в коалицию вошли: партия ШАС (политический лидер партии Эли Ишай получил пост министра внутренних дел и вице-премьера); партия Авода (лидер партии Эхуд Барак получил пост министра обороны и пост вице-премьера); партия НДИ (лидер партии Авигдор Либерман получил пост министра иностранных дел и пост вице-премьера); также в коалицию вошли маленькие партии — Яхадут ха-Тора и Мафдаль. Сформированное правительство стало самым большим за всю историю страны — 29 министров.

## Идеологические позиции

### Взгляды на экономику
Члены партии Ликуд являются сторонниками свободной рыночной экономики, хотя на практике во времена правления партии действовала модель смешанной экономики. Когда Биньямин Нетаньяху был министром финансов Израиля, был снижен налог на добавленную стоимость и подоходный налог, а также некоторые другие налоги. Кроме того, Нетаньяху привёл в действие новую экономическую программу, которая получила название «Программа оздоровления израильской экономики». Программа предусматривала сокращение государственного бюджета на 11 миллиардов шекелей; особенно сильно программа задела министерство обороны (его бюджет был сокращён на 3 миллиарда шекелей, вместо предлагаемых изначально 6 миллиардов). Был увеличен пенсионный возраст (с для мужчин с 65 лет до 67-ми, и для женщин с 60-ти до 62-х), некоторые министерства были объединены.
Ликуд поддерживает развитие свободной торговли, особенно со странами Евросоюза и США, а также ликвидацию монополий. В последние годы, когда Ликуд находился у власти, государством были приватизированы несколько крупных предприятий, таких как авиакомпания Эль-Аль и банк Леуми.

### Взгляды на арабо-израильский конфликт

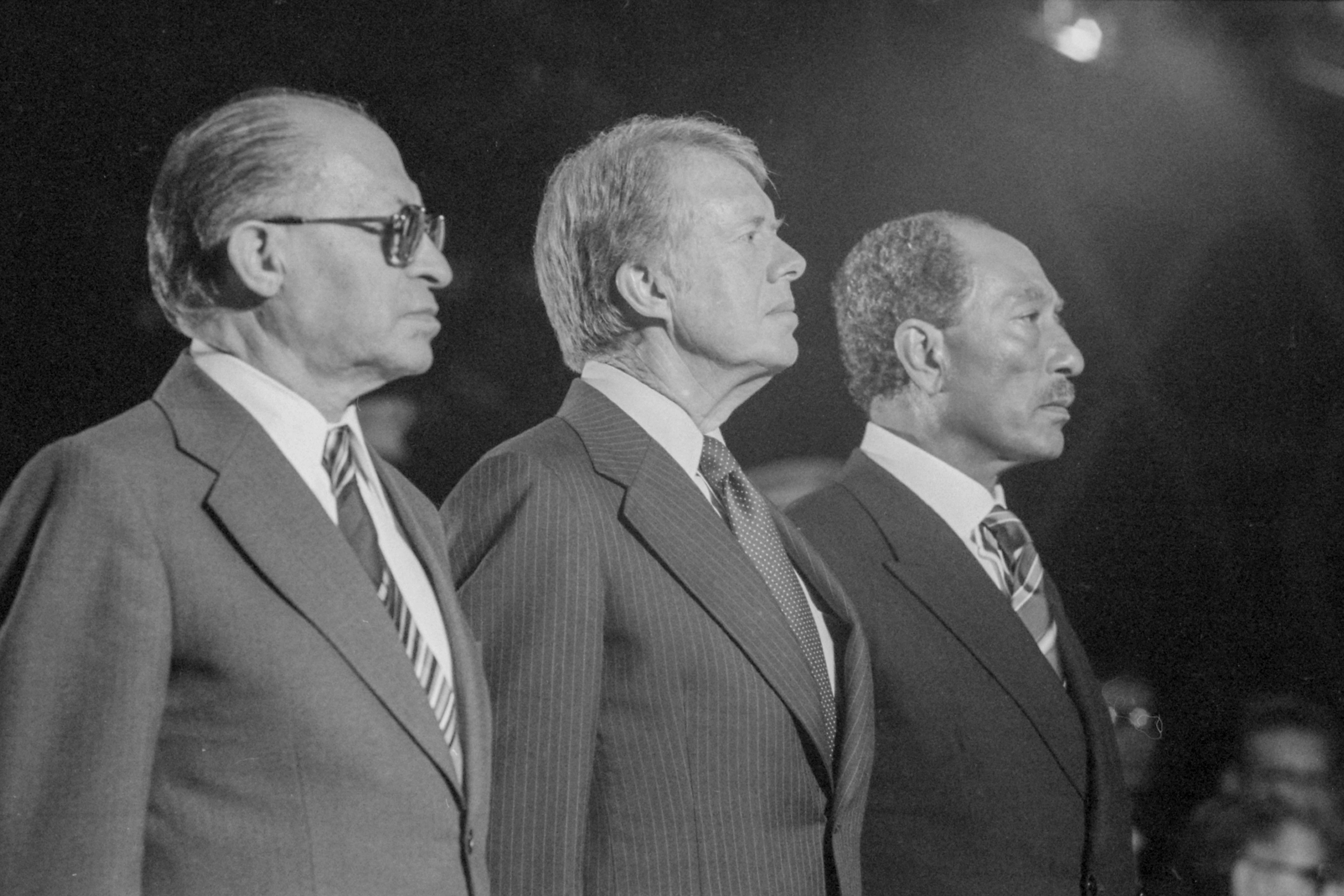
премьер-министр Израиля Менахем Бегин, президент США Джимми Картер и президент Египта Анвар Садат

В прошлом партия Ликуд поддерживала воинственную политику в отношении палестинцев, Ликуд выступал против создания независимого палестинского государства, партия всегда выступала за строительство и развитие израильских поселений в Иудее и Самарии. Однако именно Менахему Бегину первому из израильских лидеров удалось заключить мирный договор с арабской страной. Кэмп-Дэвидские соглашения стали основой для развития дружественных отношений между Израилем и Египтом. В результате достигнутых соглашений Израиль вернул Египту Синайский полуостров (оккупированный Израилем в Шестидневной войне 1967 года) в обмен на мир. Ицхак Шамир стал первым премьер-министром Израиля, который встретился с официальной палестинской делегацией, это произошло на Мадридской конференции. При этом Ицхак Шамир категорически отверг идею существования независимого палестинского государства, из-за чего его обвинили в провале саммита.
Во время второй Интифады, когда во главе правительства стоял Ариэль Шарон, Израиль взял под свой контроль лагеря палестинских беженцев на Западном берегу реки Иордан. В 2005 году Ариэль Шарон начал проводить в жизнь свой план одностороннего размежевания, который предусматривал вывод всех еврейских поселений и подразделений Армии Обороны Израиля с территории сектора Газа, а также вывод ряда поселений из Самарии. Шарон отошёл от политики, проводимой Ликудом до него, он фактически отказался от идей сионизма-ревизионизма — идей, которые заключаются в праве евреев селиться на земле их предков, включая Западный берег реки Иордан. В 2006 году Шарон основал новую партию Кадима.
После ухода Шарона лидером партии вновь был избран Биньямин Нетаньяху, второе место на внутренних выборах партии занял Сильван Шалом, который поддерживал план размежевания. Нетаньяху же является противником этого плана, и в знак протеста против плана 9 августа 2005 года подавал в отставку с поста министра финансов Израиля.
На 2010 год большинство членов Ликуда являются противниками ликвидации еврейских поселений на Западном берегу реки Иордан и выступают против существования независимого палестинского государства.

### Национально-религиозные вопросы

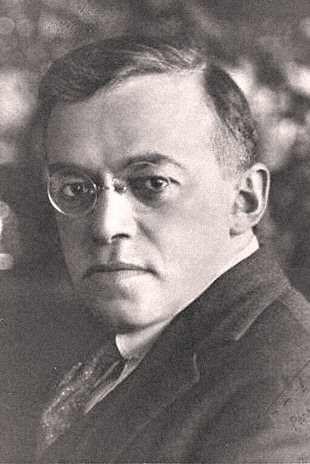
Зеэв Жаботинский — идеолог сионизма-ревизионизма

Ликуд способствует возрождению еврейской культуры, в соответствии с принципами сионизма-ревизионизма, установленными основателем ревизионистского движения Зеэвом Жаботинским.
Ликуд также поддерживает укоренение еврейской традиции в образовании и в повседневной жизни.
Также устав Ликуда гласит, что основным способом сохранения еврейского самосознания является изучение иврита и еврейской традиции.
Ликуд поддерживает репатриацию евреев на их историческую родину в Страну Израиля, культивирование связи евреев с Землёй Израиля и признание единства судьбы всего еврейского народа.
Исторически так сложилось, что партия Ликуд является представителем светского национализма. Несмотря на то, что основатель партии Менахем Бегин был человеком светским, он тепло относился к еврейской традиции и религии. В Кнессете, помимо прочего, Ликуд защищал интересы восточных евреев. Именно голоса выходцев с востока привели партию Ликуд к власти в 1977 году.
Ликуд считает, что Иерусалим является «вечной, объединённой столицей государства Израиль».

## В Кнессете
| Выборы | Количество мандатов | Место | Количество голосов | Процент голосов |
| ------ | ------------------- | ----- | ------------------ | --------------- |
| 1973   | 39                  | 2     | 473 309            | 30,2 %          |
| 1977   | 43                  | 1     | 583 968            | 33,4 %          |
| 1981   | 48                  | 1     | 718 941            | 37,1 %          |
| 1984   | 41                  | 2     | 661 302            | 31,9 %          |
| 1988   | 40                  | 1     | 709 305            | 31,1 %          |
| 1992   | 32                  | 2     | 651 229            | 24,9 %          |
| 1996   | 32                  | 2     | 767 401            | 25,8 %          |
| 1999   | 19                  | 2     | 468 103            | 14,46 %         |
| 2003   | 38                  | 1     | 925 279            | 29,39 %         |
| 2006   | 12                  | 4     | 282 070            | 9,0 %           |
| 2009   | 27                  | 2     | 729 054            | 21,61 %         |
| 2013   | 31                  | 1     | 885 163            | 23.34 %         |

Источник данных: Официальный сайт Кнессета.

## Лидеры Ликуда
- Менахем Бегин (1973—1983);
- Ицхак Шамир (1983—1993);
- Биньямин Нетаньяху (1993—1999);
- Ариэль Шарон (1999—2005);
- Биньямин Нетаньяху (с 2005 по н.в.);

## В Кнессете 18-го созыва
| - Биньямин Нетаньяху - Гидеон Саар - Гилад Эрдан - Реувен Ривлин - Бени Бегин - Моше Кахлон - Сильван Шалом - Моше Яалон - Юваль Штайниц | - Лея Нес - Исраэль Кац - Йоэль Эдельштейн - Лимор Ливнат - Хаим Кац - Йоси Пелед - Михаэль Эйтан - Дан Меридор - Ципи Хотовели | - Гила Гамлиэль - Зэев Элькин (руководитель фракции) - Ярив Левин - Цион Пиньян - Аюб Кара - Дани Данон - Кармель Шама - Офир Акунис - Мири Регев |

## Выборы 19-го созыва кнессета
Лидером партии является премьер министр Израиля Биньямин Нетаньяху. Его позиция во главе списка была подтверждена на внутренних выборах в партии 31 января 2012 года, которые Нетаньяху выиграл, набрав 76,8 % голосов.
На пресс-конференции 25 октября было заявлено, что партии «Наш дом Израиль» и Ликуд будут баллотироваться единым списком «Ликуд - Наш дом Израиль».

## В Кнессете 19-го созыва
| - Биньямин Нетаньяху - Гидеон Саар - Гилад Эрдан - Реувен Ривлин - Моше Фейглин - Цахи Анегби - Сильван Шалом - Моше Яалон - Юваль Штайниц - Исраэль Кац | - Йоэль Эдельштейн - Лимор Ливнат - Хаим Кац - Ципи Хотовели - Гила Гамлиэль - Зэев Элькин - Ярив Левин - Дани Данон - Офир Акунис - Мири Регев |